# La Méridienne (Van Gogh)
Pour les articles homonymes, voir La Méridienne, Méridienne (homonymie) et La Sieste.
La Méridienne ou La Sieste est une peinture à l'huile postimpressionniste sur toile de Vincent van Gogh, peinte entre 1889 et 1890 à Saint-Rémy-de-Provence. Elle est conservée au musée d'Orsay de Paris, et considérée comme un des chefs-d'œuvre de son œuvre,.

## Histoire
Van Gogh quitte l'hiver parisien en février 1888 (alors âgé de 35 ans) pour s'installer durant quinze mois à Arles en Provence (où il crée plus de deux cents toiles de son œuvre, inspiré entre autres par le peintre provençal Paul Cézanne). Puis il quitte Arles pour séjourner durant un an à la clinique psychiatrique du monastère Saint-Paul-de-Mausole de Saint-Rémy-de-Provence, entre 1889 et 1890, pour soigner ses crises de démence, d'hallucination et d'épilepsie, et poursuivre son œuvre abondante, fasciné par la beauté et la qualité de la lumière des paysages provençaux de Saint-Rémy, qui lui inspire 143 peintures à l'huile, et plus de 100 dessins. 

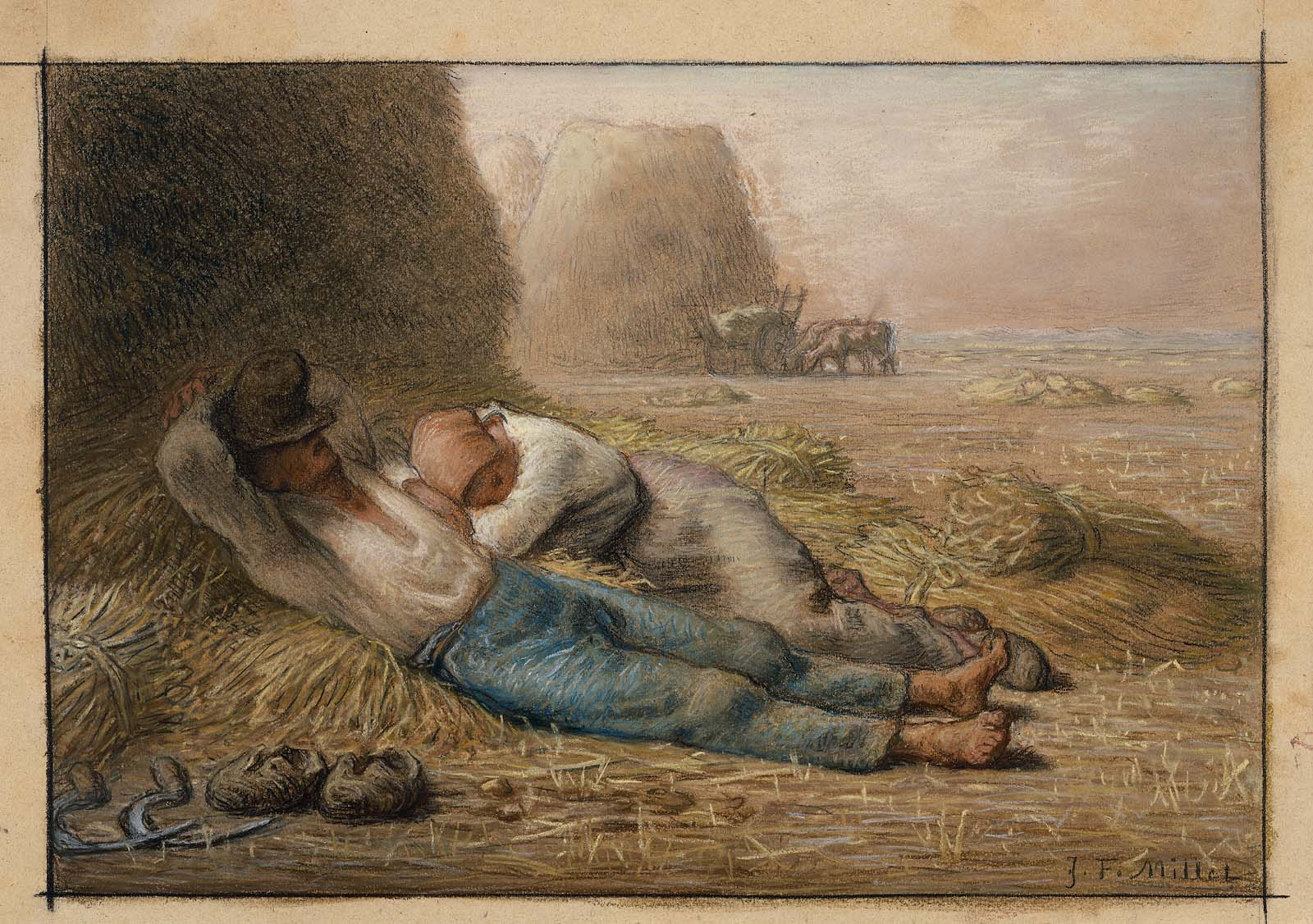
La Sieste de 1866, de Jean-François Millet.

Avec cette œuvre postimpressionniste peinte entre décembre 1889 et janvier 1890 (inspirée de La Sieste de 1866 de Jean-François Millet,) Van Gogh représente le thème de l'été, avec la sieste méridienne d'un couple de paysans à l'ombre d'une meule de foin, sur fond de paysage rural de moisson, avec un contraste bleu-violet jaune-orangé vif entre les couleurs chaudes jaune paille dorée et lumineuse des champs de blé, et les vêtements, la charrette à bœufs, le ciel bleu, et l'ombre des meules de foin. 

## Série de champs
Cette oeuvre fait partie d'une importante série de tableaux de paysages ruraux de champs (un de ses nombreux thèmes de prédilection) avec entre autres La Moisson (1888), Les Moissonneurs (1888), Le Champ de blé aux iris (1888),  Champ de blé derrière l'hospice Saint-Paul avec un faucheur (1889), Champ de blé avec cyprès (1889), Champ d'oliviers (1889), Champs de blé après la pluie (1890), Champ de blé aux corbeaux (1890), Deux femmes à travers champs (1890), Les Vessenots près d'Auvers (1890)...

## Source d'inspiration
Ce tableau a inspiré la couverture de l'album À nos amours (2017) de Julien Clerc.